# He Yar Ywar Ma
He Yar Ywar Ma (alternativt Ywama) är en ort i Myanmar. Den ligger i delstaten Shan, i den centrala delen av landet, 110 km nordost om huvudstaden Naypyidaw. He Yar Ywar Ma ligger 890 meter över havet och folkmängden uppgick till nästan 5 000 invånare vid folkräkningen 2014.

## Geografi
Terrängen runt He Yar Ywar Ma är kuperad västerut, men österut är den platt. Runt He Yar Ywar Ma är det ganska tätbefolkat, med 129 invånare per kvadratkilometer. Närmaste större samhälle är Nyaungshwe, cirka 20 km norr om He Yar Ywar Ma. Trakten runt He Yar Ywar Ma består huvudsakligen av våtmarker.